# Perim
Perim (arabisch بريم, DMG Barīm oder ميون / Mayyūn) ist eine vulkanische Insel ohne Süßwasserquellen in der Meeresstraße Bab al-Mandab am Südeingang zum Roten Meer vor der Südwestküste des Jemen. Die Insel ist 13 km² groß und bis zu 65 m hoch. Der Vulkan hat mehrfach in der geologischen Vorgeschichte den Bab al-Mandab blockiert und damit das Rote Meer vom Indischen Ozean abgeschnitten. Die Insel setzt im Westen einer aus dem Küstenvorland herausragenden Halbinsel Jemens eine natürliche Engstelle in Richtung auf das 20,3 km entfernte Afrika fort und verkürzt so die Distanz zwischen der arabischen Halbinsel und Afrika (Ras Siyan). Genau südlich davon in ca. 20 km Entfernung liegen die Sawabi-Inseln (dt. etwa Sieben Brüder) vor der Küste Dschibutis.
Die Insel in strategisch wichtiger Lage hat an ihrer Südwestseite einen natürlichen Hafen, jedoch war das Fehlen von Süßwasser immer ein Hindernis für die dauerhafte Besiedlung. Die Vegetation auf der Insel ist spärlich.

## Geschichte
Die Insel wurde 1513 von Portugiesen besucht, die aber von ihren osmanischen Gegnern sehr bald aus der Region vertrieben wurden. Frankreich besetzte die Insel 1738. 1799 nahm die Britische Ostindien-Kompanie kurzfristig von ihr Besitz, um die geplante Invasion Ägyptens zu unterstützen. 1857 wurde sie dann endgültig von England annektiert und der Kolonie Aden eingegliedert, und auf ihr wurde ein Leuchtturm errichtet. Von 1869 an bis 1936 diente die Insel als Kohlestation für Schiffe, die den Suezkanal benutzten. Nach dieser Zeit sank die Bevölkerungszahl auf der Insel. Im Ersten Weltkrieg versuchten türkische Truppen 1916 erfolglos, die Insel zu erobern. Die britische Herrschaft über die Insel endete am 30. November 1967 mit der Selbständigkeit der Volksrepublik Jemen. Die Insel gehört heute zum jemenitischen Gouvernement ʿAdan und dort zum Distrikt al-Muʿalla, liegt jedoch relativ fern westlich des Hauptteils dieses Gouvernements (80 km) bzw. Distrikts (170 km).

## Leuchtfeuer
Im Osten der Insel befindet sich auf der zweithöchsten Anhöhe der Insel der Leuchtturm Perim Island High Light, der 1861 errichtet und 1912 erweitert wurde. Der Turm besteht aus grauem Stein. Bei einer Feuerhöhe von 85 Metern ist er aus einer Entfernung von 24 Seemeilen sichtbar.
Am Balfe Point, im Westen der Insel, befindet sich ein weiteres, wesentlich kleineres Leuchtfeuer (Feuerhöhe 13 Meter).

## Flugplatz
Im Norden der Insel befindet sich ein Flugplatz (Luftkennung VOR).
Im Rahmen der Militärintervention im Jemen seit 2015 eroberte die Anti-Huthi-Fraktion im Jahr 2015 die Insel. Bereits im Jahr 2016 wurde der Bau einer mehr als 3 km langen Landebahn begonnen, welche die Landebahn des vorhandenen Flugplatzes verlängern sollte. Die Bauarbeiten wurden bereits im darauffolgenden Jahr unterbrochen, vermutlich weil das schroffe Gelände den Bau erschwerte.
Von Februar bis Mai 2021 wurden stattdessen eine circa 1,85 km lange Landebahn und mehrere Hangars errichtet. Unbestätigten Berichten zufolge wurde dies von den Vereinigten Arabischen Emiraten veranlasst.

## Bridge of the Horns
Es gibt Planungen, eine Brücke zwischen dem Süden der Arabischen Halbinsel und Afrika zu bauen. Es ist jedoch unklar, ob dieses als Bridge of the Horns bezeichnete Projekt jemals umgesetzt wird. Die Brücke würde vom jemenitischen Festland über die Insel Perim nach Dschibuti führen.